# Liste der Mitglieder der Zentralkomitees der KPD
Diese Liste gibt eine alphabetisch geordnete Übersicht über die auf den Parteitagen (1925–1939) gewählten bzw. nach der Wiederzulassung im Juni 1945 im Aufruf der KPD genannten Mitglieder des Zentralkomitees der  Kommunistischen Partei Deutschlands (KPD). Erst auf dem X. Parteitag der KPD im Juli 1925 in Berlin wurde als Leitungsorgan ein Zentralkomitee (ZK) gewählt. Es trat an die Stelle der Zentrale (→ Liste der Mitglieder der Zentralen der KPD).
In Klammern wird jeweils der Grund angegeben, wenn Mitglieder vor dem nächsten Parteitag aus dem ZK ausgeschieden sind (z. B. Parteiausschluss, natürlicher Tod, Ermordung) bzw. wenn die Mitglieder in Abwesenheit gewählt worden sind.

## X. Parteitag (1925)
Die Delegierten des X. Parteitages in Berlin (12. – 17. Juli 1925) wählte folgende Mitglieder ins ZK:
- Conrad Blenkle
- Philipp Dengel
- Hugo Eberlein
- Ruth Fischer (im August 1926 aus der KPD ausgeschlossen)
- Wilhelm Florin
- Ottomar Geschke
- Fritz Heckert
- Artur Koenig
- Arkadi Maslow (im August 1926 aus der KPD ausgeschlossen)
- Wilhelm Pieck
- Hermann Remmele
- Paul Schlecht
- Ernst Schneller
- Werner Scholem (im Oktober 1925 aus dem ZK ausgeschlossen, im November 1926 aus der KPD)
- Wilhelm Schwan
- Max Schütz
- Hugo Urbahns (im November 1926 aus der KPD ausgeschlossen)
- Ernst Thälmann
- Hans Weber

## XI. Parteitag (1927)
Auf dem XI. Parteitag der KPD in Essen (2. – 7. März 1927) werden folgende Mitglieder ins ZK gewählt:
- Karl Becker
- Adolf Betz
- Conrad Blenkle
- Julius Biefang
- Franz Dahlem
- Philipp Dengel
- Paul Dietrich
- Hugo Eberlein
- Arthur Ewert
- Leo Flieg
- Wilhelm Florin
- Max Gerbig
- Ottomar Geschke
- Arthur Golke
- Walter Hähnel
- Fritz Heckert
- Wilhelm Hein
- Paul Merker
- Ernst Meyer
- Willi Münzenberg
- Michael Niederkirchner
- Helene Overlach
- Wilhelm Pieck
- Hermann Remmele
- Joseph Schlaffer
- Ernst Schneller
- Hans Schröter
- Fritz Schulte
- Georg Schumann
- Walter Stoecker
- Ernst Thälmann
- Walter Ulbricht
- Jean Winterich
- John Wittorf (im September 1928 aus der KPD ausgeschlossen)
- Clara Zetkin

## XII. Parteitag (1929)
Der XII. Parteitag der KPD in Berlin-Wedding (9. – 12. Juni 1929) wählte folgendes ZK: 
- Joseph Büser (im Januar 1931 aus der KPD ausgeschlossen)
- Franz Dahlem
- Philipp Dengel
- Leo Flieg
- Wilhelm Florin
- Ottomar Geschke
- Ernst Grube
- Arthur Golke
- Walter Häbich (am 30. Juni 1934 im KZ Dachau von der SS ermordet)
- Margarete Hahne
- Fritz Hastenreiter
- Fritz Heckert
- Wilhelm Hein (1933 aus der KPD ausgeschlossen)
- Wilhelm Kasper
- Robert Klausmann
- Wilhelm Koenen
- Karl Küll
- Willy Leow
- Friedrich Lux (am 6. November 1933 im KZ Fuhlsbüttel ermordet)
- Paul Merker
- Willi Münzenberg
- Gustav Nitsche
- Heinz Neumann (im April 1932 seiner Funktionen enthoben)
- Michael Niederkirchner
- Helene Overlach
- Wilhelm Pieck
- Gustav Pötzsch
- Hermann Remmele
- Rudolf Renner
- Helene Rosenhainer
- Joseph Schlaffer
- Fritz Schulte
- Walter Stoecker
- Ernst Thälmann
- Walter Ulbricht
- Karl Winter
- Jean Winterich (am 27. Juni 1931 in Berlin verstorben)
- Joseph Winternitz-Lenz

## „Brüsseler“ Konferenz / XIII. Parteitag (1935)
Die „Brüsseler“ Konferenz, die später als XIII. Parteitag der KPD bezeichnet wurde, tagte im Anschluss an den VII. Weltkongress der Komintern in Moskau vom 3. bis 15. Oktober 1935. Wilhelm Pieck wurde anstelle des eingekerkerten Ernst Thälmann Parteivorsitzender der KPD. Folgende Mitglieder und Kandidaten wurden ins ZK gewählt:
- Anton Ackermann
- Paul Bertz
- Franz Dahlem
- Leo Flieg (am 14. März 1939 durch das Militärtribunal des Obersten Gerichts der UdSSR zum Tode verurteilt und erschossen)
- Wilhelm Florin
- Walter Hähnel
- Fritz Heckert (am 7. April 1936 in Moskau verstorben)
- Paul Merker
- Willi Münzenberg (im März 1938 aus dem ZK ausgeschlossen)
- Wilhelm Pieck
- Elli Schmidt
- Ernst Thälmann (in Abwesenheit)
- Walter Ulbricht
- Herbert Wehner
- Heinrich Wiatrek

Kandidaten: 
- Wilhelm Knöchel
- Werner Kowalski („Erich Dobler“; im Mai 1938 aus der KPD ausgeschlossen)
- Karl Mewis

## „Berner“ Konferenz / XIV. Parteitag (1939)
Die sogenannte „Berner“ Konferenz – später als XIV. Parteitag bezeichnet – tagte vom 30. Januar bis 2. Februar 1939 in Draveil in der Nähe von Paris. Auf der Konferenz wurde folgendes ZK gewählt, in das auch einige nicht Anwesende gewählt wurden:
- Anton Ackermann
- Paul Bertz
- Franz Dahlem
- Philipp Dengel (in Abwesenheit)
- Wilhelm Florin (in Abwesenheit)
- Walter Hähnel (Deckname „Karl Kunart“)
- Wilhelm Knöchel
- Johann Koplenig (Vorsitzender der KPÖ)
- Paul Merker
- Karl Mewis
- Wilhelm Pieck
- Siegfried Rädel
- Elli Schmidt
- Emil Svoboda (unbekannt, vermutlich Pseudonym)[1]

- Walter Ulbricht (in Abwesenheit)
- Herbert Wehner (in Abwesenheit; am 6. Juni 1942 aus der KPD ausgeschlossen)
- Heinrich Wiatrek

## Aufruf (1945)
Die Mitglieder des im Aufruf der Kommunistischen Partei Deutschlands vom 11. Juni 1945 genannten Zentralkomitees sind:
- Anton Ackermann
- Martha Arendsee
- Johannes R. Becher
- Franz Dahlem
- Irene Gärtner (Pseudonym von Elli Schmidt)
- Ottomar Geschke
- Edwin Hoernle
- Hans Jendretzky
- Bernard Koenen
- Hans Mahle
- Hermann Matern
- Michael Niederkirchner
- Wilhelm Pieck
- Gustav Sobottka
- Walter Ulbricht
- Otto Winzer

In der SBZ schlossen sich die KPD und die SPD auf dem Vereinigungsparteitag am 21./22. April 1946 zur SED zusammen (→ Liste der Mitglieder des Parteivorstandes der SED).
Auf der Delegiertenkonferenz der KPD in Herne Ende April 1948 wurde erstmals für die Westzonen ein separater Parteivorstand gewählt (→ Liste der Mitglieder der Parteivorstände der KPD). Nach dem Verbot der KPD in der Bundesrepublik Deutschland konstituierte sich am 30. September 1956 erneut ein Zentralkomitee zur Leitung der illegalen Parteiarbeit, das bis zur Zulassung der Deutschen Kommunistischen Partei (DKP) existierte.